# روبرت فيلدز
روبرت فيلدز (بالإنجليزية: Robert Fields)‏ هو ممثل أمريكي، ولد في 10 يوليو 1938 في بوسطن في الولايات المتحدة.

## أعمال

### أفلام
- (1969) هم يقتلون الخيول، أليس كذلك ؟[4]
- (1987) آنا

## وصلات خارجية
- روبرت فيلدز على موقع IMDb (الإنجليزية)
- روبرت فيلدز على موقع قاعدة بيانات برودواي على الإنترنت (الإنجليزية)
- روبرت فيلدز على موقع قاعدة بيانات الفيلم (الإنجليزية)